# Hydraecia obliqua
Hydraecia obliqua är en fjärilsart som beskrevs av Harvey 1876. Hydraecia obliqua ingår i släktet Hydraecia och familjen nattflyn. Inga underarter finns listade i Catalogue of Life.

## Bildgalleri

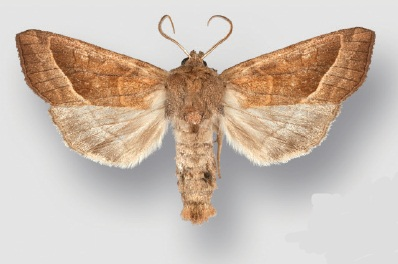